# Île Seguin

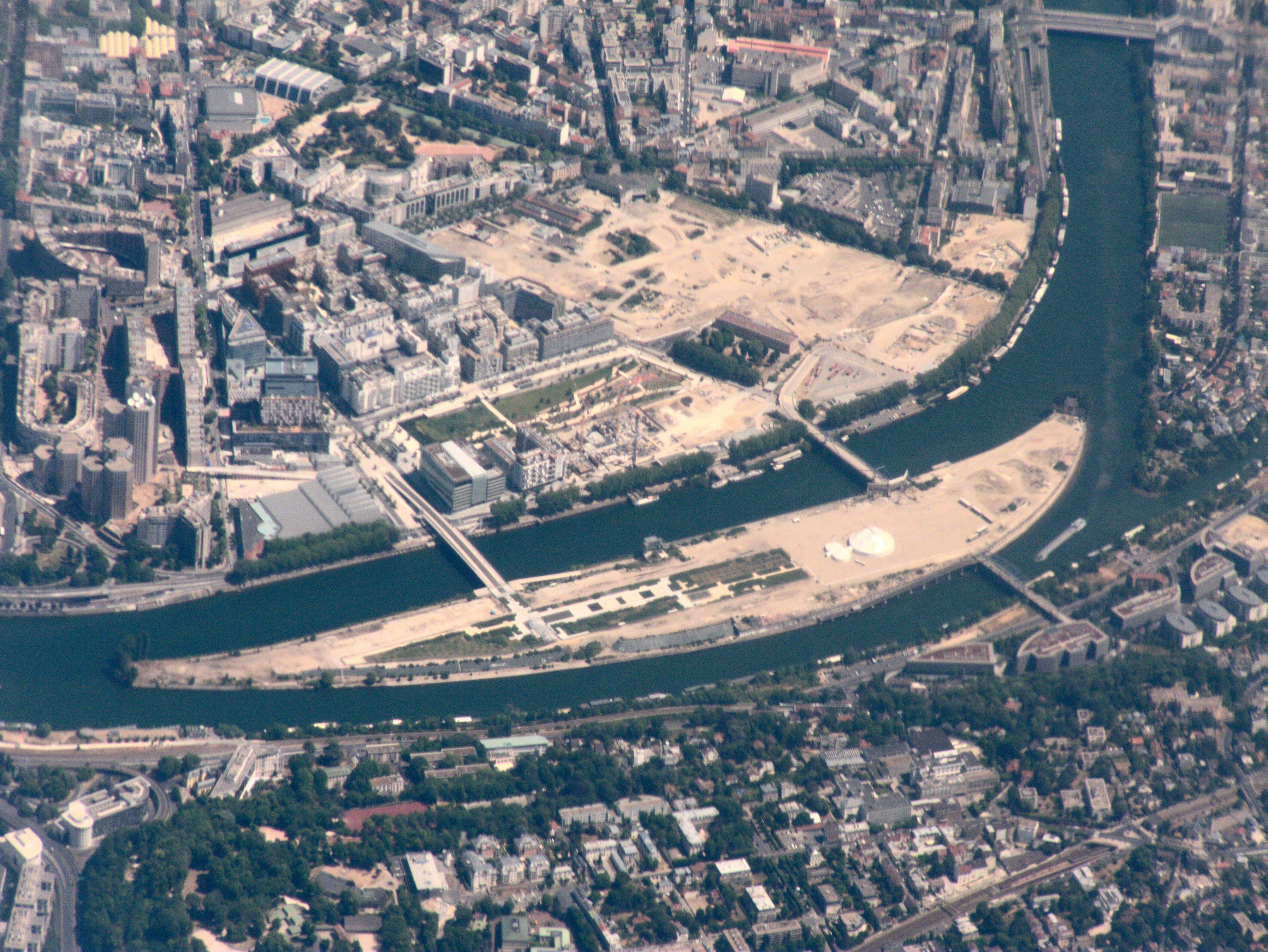
Île Seguin

A Île Seguin (em português, "Ilha de Seguin") é uma ilha no rio Sena, França, entre as ilhas de Boulogne-Billancourt e Sèvres, a oeste de Paris.
Durante a maior parte do século XX, albergou uma fábrica da Renault até ao fim da produção em 1992, quando foi produzido o último Renault 5 Superfast. A fábrica foi demolida em 2004-2005.
Em abril de 2017, foi inaugurado no local o pavilhão de música e centro de artes La Seine Musicale.